# Lauter (Reno)
La Lauter (o anche Wieslauter in lingua tedesca) è un fiume franco-tedesco, che nasce in Germania, nella Renania-Palatinato, passa in Francia, nel Grande Est (dipartimento del Basso Reno) e rientra in Germania ove sfocia nel Reno. Non va confuso con l'omonimo fiume che scorre interamente nella Renania-Palatinato e sfocia nel Glan.

## Denominazione
Il nome di Wieslauter è dovuto alla necessità di distinguerlo dall'altro omonimo, cui viene dato il nome di Waldlauter e che scorre anch'esso nella Renania-Palatinato. Il motivo della denominazione di Wieslauter non è chiaro: potrebbe essere dovuto al fatto che questo scorre prevalentemente in mezzo a prati (Wiese), mentre l'altro scorre prevalentemente fra boschi (Wald).

## Corso

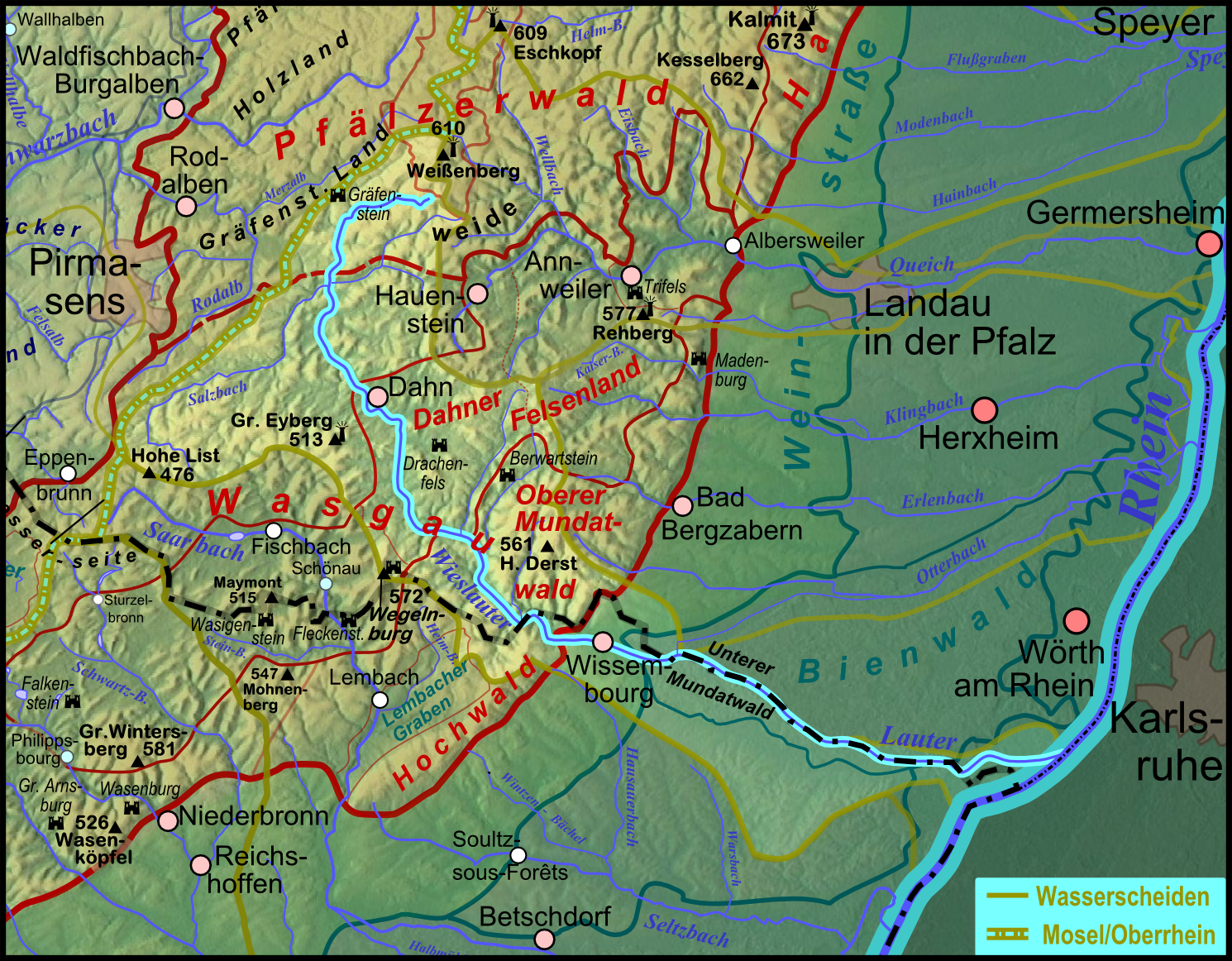
Il corso della Lauter

Le sorgenti della Lauter si trovano al centro della foresta del Palatinato, direttamente a sud-est dello spartiacque palatino, a sud della Rocca di Gräfenstein ed appena al di sopra di Wieslauterhof. La località è segnalata con il cippo in pietra 230 che reca l'iscrizione Wieslauter-Ursprung. Il ruscello originale attraversa anche uno specchio di acqua ferma, quindi uno stagno e circa 500 m dopo sfocia in un vero e proprio corso d'acqua, il Wartenbach. Questo, con i suoi 7,16 km di lunghezza è il più lungo componente dei corsi d'acqua che formano il Wieslauter e scorre quasi parallelo alla linea dello spartiacque, in direzione sud-ovest. Incontra quindi il suo affluente maggiore, il Salzbach e poco dopo la cittadina di Dahn riceve le acque del suo secondo affluente, il Moosbach. Attraversa quindi Niederschlettenbach, ove riceve alla sua sinistra orografica le acque dell'affluente Erlenbach, ed a cinque chilometri da Bobenthal attraversa il confine con la Francia. Raggiunge quindi, con la cittadina alsaziana di Wissembourg, la Fossa Renana. Di qui il fiume riprende la sua direzione verso sud-est al margine del Bienwald, costituendo, a tutt'oggi, la linea di confine tra Francia e Germania fino a Lauterbourg. Rientra quindi in territorio tedesco fino a Neuburg, ove confluisce nel Reno.

### Comuni attraversati
Dahn, Wissembourg, Lauterbourg, Hinterweidenthal, Bruchweiler-Bärenbach, Bundenthal, Niederschlettenbach, Bobenthal, Scheibenhardt, Scheibenhard, Berg, Neuburg

### Affluenti
- alla sinistra orografica: Wartenbach, Seebach, Heimbach, Langenbach, Kuhbach, Geiersteinbach, Erlenbach, Portzbach, Bockbach, Reisbach
- alla destra orografica: Salzbach, Moosbach, Wöllmersbach, Dumbach, Rumbach, Eulenbach, Woogbach, Alschbächel

## Storia
Verso la fine del XV secolo sia l'Imperatore che il Papa dovettero occuparsi della "faida dell'acqua", disputata fra il cavaliere Hans von Trotta, barone della Rocca di Berwartstein, e l'abbazia di Weißenburg: dapprima il cavaliere, che nelle saghe locali viene chiamato "Hans Trapp", fece erigere uno sbarramento sul fiume, il che sottrasse l'acqua alla cittadina di Wissenbourg, situata a valle; a seguito delle proteste dell'abbazia, egli fece demolire la diga, generando così una violenta inondazione, che provocò grossi danni economici.
La zona dell'alto Lauter, fino alle sorgenti, appartenne fino all'inizio del XIX secolo al Margraviato di Baden; a nord di Weißenburg si trovano ancora cippi che ne marcavano il confine. Con la pace di Lunéville del 1801 la zona alla sinistra del Reno passò integralmente sotto la Francia e vi rimase fino alla caduta di Napoleone Bonaparte.
Come conseguenza della seconda guerra mondiale entrambe le parti della tedesca Mundatwald, che alla sinistra della Lauter, rispettivamente a nord-ovest e nor-est di Wissenbourg, furono annesse dalla Francia e solo nel 1986 rese alla Germania.